# Leonhard Hajen
Leonhard Hajen (* 23. März 1948 in Bremerhaven) ist ein deutscher Professor für Nationalökonomie und Politiker (SPD).

## Berufliche Laufbahn
Hajen studierte von 1969 bis 1974 in Hamburg Volkswirtschaftslehre und promovierte dort 1978 über Bestimmungsgründe für die parafiskalische Organisation von Krankenversicherung. Nach weiterer Tätigkeit als Hochschulassistent wechselte er in die öffentliche Verwaltung. Ab 1981 war er Professor für Volkswirtschaftslehre an der Hamburger Universität für Wirtschaft und Politik (HWP), von 2009 bis 2013 im Fachbereich Sozialökonomie der Universität Hamburg.

## Politik
Von 1982 bis 2001 war Hajen Mitglied der Hamburger Bürgerschaft. Nachdem die SPD bei der Bürgerschaftswahl 1991 die absolute Mehrheit errungen hatte, wurde er in den Senat gewählt, der ihn als Präses in die Behörde für Wissenschaft und Forschung entsandte. Nach der Bildung der rot-grünen Koalition 1997 schied er aus dem Senat aus, weil das Wissenschaftsressort an die neue Zweite Bürgermeisterin Krista Sager (GAL) ging. Während der Zugehörigkeit zum Senat ruhte sein Abgeordnetenmandat nach den Bestimmungen der Hamburger Verfassung. Als Abgeordneter saß Hajen unter anderem im Wirtschaftsausschuss und im Sozialausschuss.

## Weitere Mitgliedschaften
Hajen ist seit dem 25. September 2003 Mitglied des 30-köpfigen ehrenamtlichen Verwaltungsrates, der bei der Barmer GEK die Versicherten repräsentiert. Er ist außerdem im Verwaltungsrat des MDK Bremen.